# Ruapehu
Il Ruapehu è una montagna della Nuova Zelanda, coi suoi 2 797 metri s.l.m. è la cima più alta dell'Isola del Nord.

Situato nel Parco nazionale del Tongariro è un vulcano attivo con un lago nel cratere alla sua sommità.
I diciotto ghiacciai della sommità –fra i quali quello che circonda il cratere–  sono gli unici dell'Isola del Nord. Sono piccoli, meno di 1,6 km (1 mi) in lunghezza.

## Geologia
Il Ruapehu è un stratovulcano attivo composto da quattro coni costituiti in quattro fasi andesitiche pliniane principali che datano di 200 000 anni fa. Tra 22 600 e 10 000 anni fa, delle eruzioni pliniane con flussi piroclastici hanno formato la pianura che circonda il Ruapehu su circa un centinaio di chilometri. Le eruzione attuali generalmente comportano la formazione di colonne eruttive e lahar in eruzioni pliniane che hanno formato i crateri sommitali. Questa storia eruttiva è caratteristica dei vulcani esplosivi del cintura di fuoco del Pacifico.

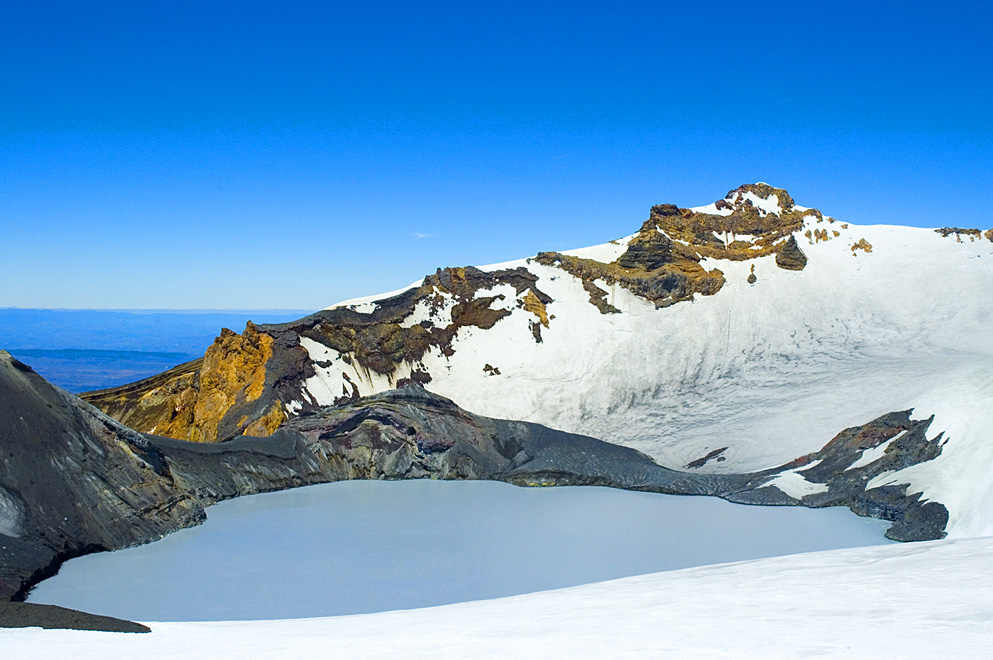
Il Crater Lake il 29 luglio 2005, con la diga di tephra (in grigio sulla sinistra) formatasi durante l'eruzione del 1996.

## Attività eruttiva
Il monte è parte della Zona vulcanica di Taupo, antica di 2 milioni di anni, e la sua prima eruzione accorse almeno 250 000 anni fa, da allora i fenomeni sono sempre avvenuti con una curiosa regolarità. Geologicamente, è composto perlopiù di andesite. In tempi recenti si sono registrati episodi negli anni 1895, 1945, 1995, 1996 ed infine nel 2007. Manifestazioni minori con rilascio di cenere e lahar sono avvenute in numero di circa 60 dalla fine della seconda guerra mondiale.
Con l'eruzione del 1945, il Crater Lake si svuotò, ma poi riacquisì il livello abituale fino a che, il 24 dicembre 1953, collassò la diga naturale di tephra che si era formata. Come conseguenza, l'acqua trascinò materiali eruttivi in un lahar che distrusse un ponte ferroviario nei pressi di Tangiwai; 151 persone morirono quando il treno di collegamento Auckland-Wellington cadde dal ponte e venne immerso nel fiume sottostante.
Le eruzioni recenti si verificano circa ogni anno o due e risultano per lo più in piccole esplosioni freatiche nei crateri sommitali del vulcano e l'emissione di lahar. L'ultima eruzione importante avvenne dal 16 giugno al 1º settembre 1996 con indice di esplosività vulcanica 3, con l'emissione di quattro milioni di metri cubi di tephra e colate di lahar. Durante l'eruzione, si riformò la diga naturale sulle sponde del Crater Lake, alzando il livello di lago e sollevando timori riguardo alla formazione di un importante lahar, che alla fine è avvenuto il 25 settembre 2007, con il prosciugamento brutale, ma parziale, del lago. Questo lago ha avuto rapide fluttuazioni di temperatura nei mesi di dicembre 2011 e gennaio 2012, salendo a più di 35 °C prima di cadere a 16 °C a maggio 2012. Nei mesi successivi, aumenta leggermente e oscilla tra 18 e 24 °C Nei mesi successivi, la temperatura si alzò leggermente, con varie fluttuazioni.
Il 29 aprile 2016, Geonet lanciò un'allerta, indicando che il Crater Lake aveva raggiunto la temperatura di 40 °C, dai 25 °C di metà aprile. Uno sciame sismico venne registrato sotto al lago. L'11 maggio, è stato alzato il livello di allerta a 2 e il codice dell'aviazione è stato cambiato da verde a giallo.

## Alpinismo
La montagna fu ufficialmente conquistata per la prima volta nel 1879 da George Beetham e Joseph P. Maxwell.
Tuttavia a metà degli anni trenta del XX secolo, venne scalata dal giovane Edmund Hillary durante una gita scolastica. Questo episodio è importante, visto che creò una passione per l'alpinismo a colui, che circa vent'anni dopo avrebbe conquistato per primo al mondo l'Everest.

## Cinematografia
Nei dintorni del Ruapehu si sono girate scene della trilogia de Il Signore degli Anelli diretta dal regista Peter Jackson.